# Bathyporeia parkeri
Bathyporeia parkeri is een vlokreeftensoort uit de familie van de Bathyporeiidae. De wetenschappelijke naam van de soort is voor het eerst geldig gepubliceerd in 1973 door Bousfield.